# Ligue A 2014-2015 (femminile)
La Ligue A 2014-2015 si è svolta dal 24 ottobre 2014 al 9 maggio 2015: al torneo hanno partecipato dodici squadre di club francesi e la vittoria finale è andata per la ventesima volta, la diciottesima consecutiva, al Racing Club de Cannes.

## Regolamento
Le squadre hanno disputato un girone all'italiana, con gare di andata e ritorno, per un totale di ventidue giornate; al termine della regular season:
- Le prime otto classificate hanno acceduto ai play-off scudetto, strutturati in quarti di finale, semifinali, entrambe giocate al meglio di due vittorie su tre gare, e finale, giocata a gara unica.
- Le ultime due classificate sono retrocesse in Élite.

## Squadre partecipanti
Al campionato di Ligue A 2014-15 hanno partecipato dodici squadre: quelle neopromosse dall'Élite sono state il Vannes Volley-Ball, vincitrice dei play-off promozione, e il Association Sportive Saint-Raphaël Volley-Ball, finalista dei play-off promozione.
| Club                 | Città         | Palazzetto                             | Stagione precedente                                   |
| -------------------- | ------------- | -------------------------------------- | ----------------------------------------------------- |
| Béziers              | Béziers       | Halle Four à Chaux Béziers             | 2ª in Ligue A; Semifinali play-off scudetto           |
| RC Cannes            | Cannes        | Palais des Victoires Cannes            | 1ª in Ligue A; Campione di Francia                    |
| Istres               | Istres        | Halle Polyvalente Istres               | 8ª in Ligue A; Quarti di finale play-off scudetto     |
| Le Cannet            | Le Cannet     | Gymnase Maillan Le Cannet              | 4ª in Ligue A; Semifinali play-off scudetto           |
| ASPTT Mulhouse       | Mulhouse      | Palais des Sports Mulhouse             | 6ª in Ligue A; Quarti di finale play-off scudetto     |
| Nantes               | Nantes        | Salle Saint Joseph II Nantes           | 3ª in Ligue A; Finale play-off scudetto               |
| Saint-Cloud Paris SF | Parigi        | Gymnase Geo André Parigi               | 5ª in Ligue A; Quarti di finale play-off scudetto     |
| Saint-Raphaël        | Saint-Raphaël | Salle Pierre Clere Saint-Raphaël       | 2ª in Élite (girone B) Finale play-off promozione     |
| Terville Florange    | Terville      | Gymnase Municipal de Florange Florange | 9ª in Ligue A                                         |
| Hainaut              | Valenciennes  | Salle du Hainaut Valenciennes          | 10ª in Ligue A                                        |
| Vannes               | Vannes        | Salle Omnisports de Kercado Vannes     | 1ª in Élite (girone D) Vincitrice play-off promozione |
| Venelles             | Venelles      | Halle des Sports Venelles              | 7ª in Ligue A; Quarti di finale play-off scudetto     |

## Torneo

### Regular season

#### Risultati
| Prima giornata |                             |     |                                   |
|                |                             |     |                                   |
| 24-10          | Vannes-Istres               | 2-3 | 16-25, 25-23, 25-17, 20-25, 14-16 |
| 24-10          | Saint-Raphaël-Nantes        | 0-3 | 14-25, 19-25, 15-25               |
| 24-10          | Terville-Venelles           | 3-1 | 19-25, 25-17, 25-21, 25-16        |
| 25-10          | Le Cannet-Valenciennes      | 3-0 | 25-21, 25-22, 25-23               |
| 25-10          | Cannes-Saint-Cloud Paris SF | 3-1 | 25-21, 25-23, 22-25, 25-20        |
| 25-10          | Béziers-Mulhouse            | 0-3 | 16-25, 27-29, 22-25               |

| Seconda giornata |                               |     |                            |
|                  |                               |     |                            |
| 31-10            | Mulhouse-Vannes               | 3-0 | 25-17, 25-14, 25-18        |
| 01-11            | Valenciennes-Béziers          | 0-3 | 21-25, 18-25, 20-25        |
| 01-11            | Saint-Cloud Paris SF-Venelles | 3-0 | 25-18, 25-20, 25-13        |
| 01-11            | Terville-Saint-Raphaël        | 1-3 | 25-27, 25-23, 22-25, 22-25 |
| 31-10            | Cannes-Le Cannet              | 3-0 | 25-17, 25-15, 25-23        |
| 03-11            | Istres-Nantes                 | 0-3 | 21-25, 9-25, 19-25         |

| Terza giornata |                             |     |                                   |
|                |                             |     |                                   |
| 07-11          | Béziers-Istres              | 3-0 | 25-17, 25-16, 25-16               |
| 08-11          | Le Cannet-Terville          | 3-0 | 25-23, 25-15, 25-8                |
| 08-11          | Saint-Raphaël-Valenciennes  | 3-2 | 21-25, 25-12, 25-13, 21-25, 15-11 |
| 08-11          | Venelles-Mulhouse           | 2-3 | 16-25, 25-22, 25-22, 11-25, 7-15  |
| 08-11          | Nantes-Cannes               | 3-2 | 20-25, 25-23, 21-25, 25-16, 15-13 |
| 10-11          | Vannes-Saint-Cloud Paris SF | 1-3 | 16-25, 25-23, 22-25, 19-25        |

| Quarta giornata |                                    |     |                                   |
|                 |                                    |     |                                   |
| 16-11           | Istres-Terville                    | 2-3 | 21-25, 25-16, 25-15, 22-25, 13-15 |
| 15-11           | Saint-Cloud Paris SF-Saint-Raphaël | 3-0 | 25-23, 25-21, 25-15               |
| 15-11           | Mulhouse-Le Cannet                 | 1-3 | 20-25, 19-25, 25-23, 22-25        |
| 15-11           | Valenciennes-Nantes                | 1-3 | 24-26, 25-21, 18-25, 11-25        |
| 15-11           | Venelles-Vannes                    | 2-3 | 23-25, 18-25, 25-14, 25-23, 11-15 |
| 15-11           | Cannes-Béziers                     | 3-1 | 23-25, 25-19, 25-14, 25-18        |

| Quinta giornata |                              |     |                                   |
|                 |                              |     |                                   |
| 22-11           | Le Cannet-Venelles           | 3-2 | 25-16, 28-30, 28-26, 19-25, 15-7  |
| 22-11           | Nantes-Mulhouse              | 3-2 | 25-19, 25-12, 23-25, 19-25, 15-10 |
| 22-11           | Béziers-Saint-Cloud Paris SF | 3-1 | 19-25, 25-20, 25-18, 25-22        |
| 21-11           | Saint-Raphaël-Cannes         | 0-3 | 22-25, 14-25, 24-26               |
| 22-11           | Terville-Vannes              | 1-3 | 21-25, 26-28, 25-22, 20-25        |
| 22-11           | Valenciennes-Istres          | 2-3 | 20-25, 21-25, 25-21, 25-21, 13-15 |

| Sesta giornata |                                |     |                                  |
|                |                                |     |                                  |
| 29-11          | Istres-Saint-Raphaël           | 3-0 | 25-20, 25-23, 25-22              |
| 29-11          | Cannes-Valenciennes            | 3-0 | 25-17, 25-23, 25-8               |
| 29-11          | Saint-Cloud Paris SF-Le Cannet | 1-3 | 25-13, 24-26, 15-25, 22-25       |
| 29-11          | Vannes-Nantes                  | 3-2 | 16-25, 25-19, 18-25, 28-26, 15-7 |
| 29-11          | Venelles-Béziers               | 3-2 | 25-21, 23-25, 25-23, 21-25, 15-9 |
| 01-12          | Mulhouse-Terville              | 3-0 | 27-25, 25-17, 28-26              |

| Settima giornata |                             |     |                            |
|                  |                             |     |                            |
| 05-12            | Le Cannet-Vannes            | 3-0 | 25-12, 25-7, 25-16         |
| 06-12            | Béziers-Terville            | 3-1 | 25-19, 25-27, 25-17, 25-18 |
| 05-12            | Cannes-Istres               | 3-0 | 25-18, 25-23, 25-18        |
| 06-12            | Nantes-Saint-Cloud Paris SF | 3-0 | 25-18, 25-22, 25-23        |
| 06-12            | Valenciennes-Mulhouse       | 0-3 | 12-25, 23-25, 23-25        |
| 06-12            | Saint-Raphaël-Venelles      | 1-3 | 22-25, 25-22, 19-25, 23-25 |

| Ottava giornata |                                   |     |                                   |
|                 |                                   |     |                                   |
| 12-12           | Saint-Cloud Paris SF-Valenciennes | 3-1 | 25-22, 21-25, 25-17, 25-13        |
| 13-12           | Le Cannet-Saint-Raphaël           | 3-0 | 25-18, 25-13, 25-14               |
| 13-12           | Mulhouse-Istres                   | 3-0 | 25-17, 25-21, 25-15               |
| 13-12           | Vannes-Béziers                    | 1-3 | 9-25, 25-20, 16-25, 15-25         |
| 13-12           | Venelles-Nantes                   | 2-3 | 23-25, 25-15, 13-25, 25-23, 11-15 |
| 15-12           | Terville-Cannes                   | 0-3 | 17-25, 16-25, 23-25               |

| Nona giornata |                             |     |                            |
|               |                             |     |                            |
| 19-12         | Saint-Raphaël-Vannes        | 1-3 | 25-22, 19-25, 11-25, 19-25 |
| 20-12         | Valenciennes-Venelles       | 1-3 | 25-22, 20-25, 21-25, 24-26 |
| 20-12         | Istres-Saint-Cloud Paris SF | 0-3 | 13-25, 18-25, 18-25        |
| 20-12         | Nantes-Terville             | 3-0 | 25-15, 25-19, 25-21        |
| 20-12         | Cannes-Mulhouse             | 3-0 | 25-16, 25-19, 25-19        |
| 20-12         | Béziers-Le Cannet           | 1-3 | 15-25, 23-25, 25-21, 21-25 |

| Decima giornata |                               |     |                                   |
|                 |                               |     |                                   |
| 03-01           | Le Cannet-Nantes              | 3-2 | 25-22, 25-23, 23-25, 23-25, 16-14 |
| 03-01           | Mulhouse-Saint-Cloud Paris SF | 0-3 | 19-25, 21-25, 18-25               |
| 03-01           | Saint-Raphaël-Béziers         | 0-3 | 22-25, 20-25, 28-30               |
| 03-01           | Terville-Valenciennes         | 3-0 | 25-19, 25-13, 25-19               |
| 03-01           | Vannes-Cannes                 | 1-3 | 22-25, 27-25, 16-25, 19-25        |
| 03-01           | Venelles-Istres               | 3-1 | 25-20, 24-26, 25-22, 25-17        |

| Undicesima giornata |                               |     |                                   |
|                     |                               |     |                                   |
| 10-01               | Cannes-Venelles               | 3-1 | 25-10, 25-13, 24-26, 25-19        |
| 10-01               | Béziers-Nantes                | 3-1 | 25-17, 9-25, 25-21, 25-21         |
| 10-01               | Istres-Le Cannet              | 0-3 | 24-26, 24-26, 19-25               |
| 21-01               | Mulhouse-Saint-Raphaël        | 3-0 | 25-21, 25-20, 25-14               |
| 10-01               | Valenciennes-Vannes           | 3-2 | 25-23, 18-25, 25-27, 25-19, 15-05 |
| 10-01               | Saint-Cloud Paris SF-Terville | 3-1 | 25-23, 25-22, 23-25, 25-22        |

| Dodicesima giornata |                                    |     |                            |
|                     |                                    |     |                            |
| 16-01               | Terville-Istres                    | 3-1 | 20-25, 25-18, 25-16, 25-22 |
| 17-01               | Béziers-Venelles                   | 1-3 | 19-25, 25-21, 23-25, 20-25 |
| 17-01               | Le Cannet-Cannes                   | 1-3 | 25-17, 13-25, 28-30, 23-25 |
| 17-01               | Nantes-Valenciennes                | 3-0 | 25-14, 25-18, 25-22        |
| 17-01               | Vannes-Mulhouse                    | 0-3 | 25-27, 20-25, 20-25        |
| 17-01               | Saint-Raphaël-Saint-Cloud Paris SF | 0-3 | 18-25, 23-25, 18-25        |

| Tredicesima giornata |                             |     |                            |
|                      |                             |     |                            |
| 24-01                | Saint-Cloud Paris SF-Vannes | 3-0 | 25-15, 25-19, 25-21        |
| 24-01                | Istres-Cannes               | 0-3 | 13-25, 18-25, 16-25        |
| 24-01                | Mulhouse-Béziers            | 1-3 | 19-25, 11-25, 25-19, 24-26 |
| 24-01                | Nantes-Saint-Raphaël        | 3-0 | 27-25, 26-24, 25-22        |
| 24-01                | Valenciennes-Le Cannet      | 1-3 | 26-24, 15-25, 23-25, 15-25 |
| 24-01                | Venelles-Terville           | 3-1 | 25-12, 25-19, 19-25, 25-18 |

| Quattordicesima giornata |                                |     |                            |
|                          |                                |     |                            |
| 30-01                    | Istres-Mulhouse                | 3-1 | 25-20, 16-25, 25-20, 26-24 |
| 30-01                    | Le Cannet-Saint-Cloud Paris SF | 3-1 | 20-25, 25-16, 25-21, 25-20 |
| 31-01                    | Terville-Béziers               | 1-3 | 20-25, 16-25, 25-20, 21-25 |
| 31-01                    | Vannes-Saint-Raphaël           | 3-1 | 25-11, 25-16, 19-25, 25-17 |
| 31-01                    | Venelles-Valenciennes          | 1-3 | 25-21, 21-25, 29-31, 24-26 |
| 01-02                    | Cannes-Nantes                  | 3-1 | 25-13, 25-23, 22-25, 25-19 |

| Quindicesima giornata |                             |     |                            |
|                       |                             |     |                            |
| 06-02                 | Nantes-Venelles             | 3-1 | 27-29, 25-17, 25-18, 26-24 |
| 07-02                 | Saint-Raphaël-Terville      | 3-0 | 25-14, 25-19, 25-20        |
| 06-02                 | Mulhouse-Valenciennes       | 3-0 | 25-14, 25-17, 25-15        |
| 07-02                 | Vannes-Le Cannet            | 3-1 | 22-25, 25-22, 25-23, 25-18 |
| 07-02                 | Béziers-Cannes              | 0-3 | 18-25, 24-26, 9-25         |
| 07-02                 | Saint-Cloud Paris SF-Istres | 3-0 | 25-18, 25-11, 25-14        |

| Sedicesima giornata |                               |     |                                   |
|                     |                               |     |                                   |
| 13-02               | Venelles-Saint-Raphaël        | 3-0 | 25-16, 25-18, 25-16               |
| 14-02               | Terville-Saint-Cloud Paris SF | 2-3 | 14-25, 14-25, 25-23, 25-23, 13-15 |
| 14-02               | Istres-Vannes                 | 3-1 | 25-20, 17-25, 27-25, 25-23        |
| 14-02               | Le Cannet-Mulhouse            | 3-0 | 25-23, 26-24, 25-23               |
| 14-02               | Nantes-Béziers                | 2-3 | 25-17, 25-19, 21-25, 16-25, 8-15  |
| 14-02               | Valenciennes-Cannes           | 0-3 | 18-25, 16-25, 22-25               |

| Diciassettesima giornata |                             |     |                                  |
|                          |                             |     |                                  |
| 21-02                    | Vannes-Valenciennes         | 1-3 | 23-25, 14-25, 25-22, 20-25       |
| 21-02                    | Cannes-Terville             | 3-0 | 25-14, 25-20, 25-12              |
| 21-02                    | Istres-Béziers              | 0-3 | 22-25, 17-25, 22-25              |
| 21-02                    | Mulhouse-Venelles           | 3-2 | 24-26, 23-25, 26-24, 25-19, 15-5 |
| 22-02                    | Saint-Cloud Paris SF-Nantes | 3-0 | 25-19, 25-15, 25-20              |
| 20-02                    | Saint-Raphaël-Le Cannet     | 0-3 | 7-25, 14-25, 20-25               |

| Diciottesima giornata |                                   |     |                            |
|                       |                                   |     |                            |
| 28-02                 | Béziers-Saint-Raphaël             | 3-1 | 13-25, 25-18, 25-22, 25-16 |
| 28-02                 | Le Cannet-Istres                  | 3-0 | 25-20, 25-18, 25-23        |
| 28-02                 | Nantes-Vannes                     | 3-1 | 21-25, 28-26, 25-20, 25-14 |
| 28-02                 | Valenciennes-Saint-Cloud Paris SF | 0-3 | 21-25, 17-25, 20-25        |
| 28-02                 | Terville-Mulhouse                 | 0-3 | 21-25, 24-26, 21-25        |
| 28-02                 | Venelles-Cannes                   | 0-3 | 18-25, 19-25, 18-25        |

| Diciannovesima giornata |                              |     |                                   |
|                         |                              |     |                                   |
| 06-03                   | Vannes-Venelles              | 0-3 | 15-25, 22-25, 16-25               |
| 07-03                   | Istres-Valenciennes          | 3-0 | 25-18, 25-21, 25-22               |
| 07-03                   | Cannes-Saint-Raphaël         | 3-0 | 25-17, 25-22, 25-7                |
| 07-03                   | Mulhouse-Nantes              | 3-2 | 25-17, 22-25, 20-25, 26-24, 15-11 |
| 07-03                   | Saint-Cloud Paris SF-Béziers | 3-2 | 24-26, 25-23, 25-19, 23-25, 15-9  |
| 07-03                   | Terville-Le Cannet           | 2-3 | 25-22, 25-17, 19-25, 18-25, 8-15  |

| Ventesima giornata |                               |     |                                   |
|                    |                               |     |                                   |
| 13-03              | Valenciennes-Terville         | 3-0 | 25-20, 25-23, 25-19               |
| 14-03              | Venelles-Saint-Cloud Paris SF | 0-3 | 20-25, 22-25, 20-25               |
| 14-03              | Béziers-Vannes                | 3-1 | 25-27, 25-13, 25-21, 25-20        |
| 14-03              | Mulhouse-Cannes               | 0-3 | 19-25, 19-25, 10-25               |
| 14-03              | Saint-Raphaël-Istres          | 1-3 | 18-25, 19-25, 25-23, 23-25        |
| 16-03              | Nantes-Le Cannet              | 3-2 | 25-17, 25-22, 22-25, 20-25, 15-11 |

| Ventunesima giornata |                               |     |                                   |
|                      |                               |     |                                   |
| 28-03                | Terville-Nantes               | 3-2 | 23-25, 16-25, 26-24, 25-19, 15-11 |
| 28-03                | Cannes-Vannes                 | 3-0 | 25-15, 25-16, 25-12               |
| 28-03                | Istres-Venelles               | 2-3 | 25-21, 19-25, 25-23, 17-25, 11-15 |
| 28-03                | Valenciennes-Saint-Raphaël    | 3-0 | 26-24, 25-18, 25-14               |
| 28-03                | Saint-Cloud Paris SF-Mulhouse | 2-3 | 25-21, 16-25, 23-25, 25-12, 12-15 |
| 28-03                | Le Cannet-Béziers             | 3-1 | 25-18, 25-18, 17-25, 25-12        |

| Ventiduesima giornata |                             |     |                                  |
|                       |                             |     |                                  |
| 04-04                 | Béziers-Valenciennes        | 2-3 | 25-14, 24-26, 25-18, 21-25, 9-15 |
| 04-04                 | Nantes-Istres               | 3-1 | 21-25, 25-20, 25-21, 25-13       |
| 04-04                 | Saint-Cloud Paris SF-Cannes | 1-3 | 29-31, 25-23, 19-25, 22-25       |
| 04-04                 | Saint-Raphaël-Mulhouse      | 0-3 | 11-25, 18-25, 23-25              |
| 04-04                 | Vannes-Terville             | 1-3 | 25-13, 22-25, 18-25, 20-25       |
| 04-04                 | Venelles-Le Cannet          | 3-1 | 7-25, 25-19, 25-15, 26-24        |

#### Classifica
| Pos. | Squadra              | Pt | G  | V  | P  | SV | SP | Ratio | PF    | PS    | Ratio |
| ---- | -------------------- | -- | -- | -- | -- | -- | -- | ----- | ----- | ----- | ----- |
| 1.   | RC Cannes            | 64 | 22 | 21 | 1  | 65 | 10 | 6.500 | 1 846 | 1 411 | 1.308 |
| 2.   | Le Cannet            | 49 | 22 | 17 | 5  | 56 | 27 | 2.074 | 1 918 | 1 688 | 1.136 |
| 3.   | Saint-Cloud Paris SF | 44 | 22 | 15 | 7  | 52 | 28 | 1.857 | 1 866 | 1 644 | 1.135 |
| 4.   | Nantes               | 43 | 22 | 14 | 8  | 54 | 36 | 1.500 | 2 001 | 1 844 | 1.085 |
| 5.   | Béziers              | 41 | 22 | 13 | 9  | 49 | 37 | 1.324 | 1 902 | 1 828 | 1.040 |
| 6.   | ASPTT Mulhouse       | 39 | 22 | 14 | 8  | 47 | 32 | 1.468 | 1 765 | 1 656 | 1.065 |
| 7.   | Venelles             | 33 | 22 | 10 | 12 | 44 | 46 | 0.956 | 1 923 | 1 977 | 0.972 |
| 8.   | Istres               | 21 | 22 | 7  | 15 | 28 | 52 | 0.538 | 1 633 | 1 844 | 0.885 |
| 9.   | Terville Florange    | 18 | 22 | 6  | 16 | 28 | 55 | 0.509 | 1 706 | 1 914 | 0.891 |
| 10.  | Hainaut              | 18 | 22 | 6  | 16 | 26 | 54 | 0.481 | 1 628 | 1 856 | 0.877 |
| 11.  | Vannes               | 17 | 22 | 6  | 16 | 30 | 56 | 0.535 | 1 748 | 1 964 | 0.890 |
| 12.  | Saint-Raphaël        | 8  | 22 | 3  | 19 | 14 | 60 | 0.233 | 1 457 | 1 767 | 0.824 |

| Qualificata ai play-off scudetto | Retrocessa in Élite |

### Play-off scudetto

#### Tabellone
|  | Quarti di finale | Quarti di finale     | Quarti di finale     | Quarti di finale | Quarti di finale |  |  | Semifinali | Semifinali           | Semifinali | Semifinali | Semifinali |  |  | Finale | Finale    | Finale |  |
|  |                  |                      |                      |                  |                  |  |  |            |                      |            |            |            |  |  |        |           |        |  |
|  | 1                | RC Cannes            | RC Cannes            | 3                | 3                |  |  |            |                      |            |            |            |  |  |        |           |        |  |
|  | 8                | Istres               | Istres               | 0                | 1                |  |  | 1          | RC Cannes            | RC Cannes  | 3          | 3          |  |  |        |           |        |  |
|  | 4                | Nantes               | 3                    | 1                | 0                |  |  | 5          | Béziers              | Béziers    | 1          | 1          |  |  |        |           |        |  |
|  | 5                | Béziers              | 1                    | 3                | 3                |  |  |            |                      |            |            |            |  |  | 1      | RC Cannes | 3      |  |
|  | 2                | Le Cannet            | 2                    | 3                | 3                |  |  |            |                      | 2          | Le Cannet  | 2          |  |  |        |           |        |  |
|  | 7                | Venelles             | 3                    | 1                | 0                |  |  | 2          | Le Cannet            | 3          | 0          | 3          |  |  |        |           |        |  |
|  | 3                | Saint-Cloud Paris SF | Saint-Cloud Paris SF | 3                | 3                |  |  | 3          | Saint-Cloud Paris SF | 2          | 3          | 2          |  |  |        |           |        |  |
|  | 6                | ASPTT Mulhouse       | ASPTT Mulhouse       | 0                | 0                |  |  |            |                      |            |            |            |  |  |        |           |        |  |

#### Risultati
| Quarti di finale |                               |     |                                   |
|                  |                               |     |                                   |
| 10-04            | Cannes-Istres                 | 3-0 | 25-16, 25-22, 25-19               |
| 10-04            | Nantes-Béziers                | 3-1 | 25-23, 25-20, 14-25, 29-27        |
| 11-04            | Saint-Cloud Paris SF-Mulhouse | 3-0 | 25-21, 25-19, 25-20               |
| 11-04            | Le Cannet-Venelles            | 2-3 | 25-23, 19-25, 25-22, 20-25, 13-15 |

| 14-04 | Istres-Cannes                 | 1-3 | 25-23, 18-25, 29-31, 14-25 |
| 14-04 | Béziers-Nantes                | 3-1 | 25-19, 22-25, 25-21, 25-22 |
| 15-04 | Mulhouse-Saint-Cloud Paris SF | 0-3 | 15-25, 22-25, 19-25        |
| 15-04 | Venelles-Le Cannet            | 1-3 | 18-25, 25-23, 9-25, 14-25  |

| 17-04 | Nantes-Béziers     | 0-3 | 22-25, 18-25, 15-25 |
| 18-04 | Le Cannet-Venelles | 3-0 | 25-18, 25-20, 26-24 |

| Semifinali |                                |     |                                   |
|            |                                |     |                                   |
| 24-04      | Cannes-Béziers                 | 3-1 | 25-23, 25-21, 20-25, 25-17        |
| 25-04      | Le Cannet-Saint-Cloud Paris SF | 3-2 | 25-14, 26-28, 21-25, 25-19, 15-12 |

| 28-04 | Béziers-Cannes                 | 1-3 | 21-25, 22-25, 25-20, 15-25 |
| 29-04 | Saint-Cloud Paris SF-Le Cannet | 3-0 | 25-22, 26-24, 25-20        |

| 02-05 | Le Cannet-Saint-Cloud Paris SF | 3-2 | 25-19, 21-25, 23-25, 25-16, 15-12 |

| Finale |                  |     |                                   |
|        |                  |     |                                   |
| 09-05  | Le Cannet-Cannes | 2-3 | 25-23, 25-21, 16-25, 23-25, 10-15 |

## Verdetti
- RC Cannes Campione di Francia 2014-15 e qualificata alla Champions League 2015-16.
- Le Cannet qualificata alla Champions League 2015-16.
- Saint-Cloud Paris SF e  Nantes qualificate alla Coppa CEV 2015-16.
- Béziers qualificata alla Challenge Cup 2015-16.
- Vannes e  Saint-Raphaël retrocesse in Élite 2015-16.

## Premi individuali
| Premio                 | Nome              | Squadra   |
| ---------------------- | ----------------- | --------- |
| MVP                    | Myriam Kloster    | Le Cannet |
| Miglior palleggiatrice | Mareen Apitz      | RC Cannes |
| Miglior opposto        | Hélène Schleck    | Béziers   |
| Miglior schiacciatrice | Élisabeth Fedele  | Le Cannet |
| Miglior centrale       | Myriam Kloster    | Le Cannet |
| Miglior libero         | Nicole Davis      | Le Cannet |
| Miglior allenatore     | Riccardo Marchesi | Le Cannet |

## Statistiche
| Rendimento individuale | Rendimento individuale | Rendimento individuale | Rendimento individuale |
| Pos.                   | Nome                   | Punti                  | Squadra                |
| ---------------------- | ---------------------- | ---------------------- | ---------------------- |
| 1                      | Élisabeth Fedele       | 472                    | Le Cannet              |
| 2                      | Ariel Turner           | 444                    | Nantes                 |
| 3                      | Nina Coolman           | 416                    | Saint-Cloud Paris SF   |
| 4                      | Tatjana Bokan          | 392                    | ASPTT Mulhouse         |
| 5                      | Hélène Schleck         | 361                    | Béziers                |
| 6                      | Soňa Mikysková         | 353                    | Venelles               |
| 6                      | Cassidy Lichtman       | 353                    | Le Cannet              |
| 8                      | Esther van Berkel      | 343                    | Saint-Cloud Paris SF   |
| 9                      | Polina Bratuhhina      | 335                    | Terville Florange      |
| 10                     | Ksenija Ivanović       | 326                    | Hainaut                |
| 10                     | Lisa Henning           | 326                    | Istres                 |

| Attacchi vincenti | Attacchi vincenti | Attacchi vincenti | Attacchi vincenti    |
| Pos.              | Nome              | Punti             | Squadra              |
| ----------------- | ----------------- | ----------------- | -------------------- |
| 1                 | Élisabeth Fedele  | 392               | Le Cannet            |
| 2                 | Ariel Turner      | 363               | Nantes               |
| 3                 | Tatjana Bokan     | 328               | ASPTT Mulhouse       |
| 4                 | Nina Coolman      | 326               | Saint-Cloud Paris SF |
| 5                 | Soňa Mikysková    | 311               | Venelles             |
| 6                 | Hélène Schleck    | 306               | Béziers              |
| 7                 | Esther van Berkel | 304               | Saint-Cloud Paris SF |
| 8                 | Cassidy Lichtman  | 296               | Le Cannet            |
| 9                 | Polina Bratuhhina | 292               | Terville Florange    |
| 10                | Lisa Henning      | 278               | Istres               |

| Muri vincenti | Muri vincenti   | Muri vincenti | Muri vincenti        |
| Pos.          | Nome            | Punti         | Squadra              |
| ------------- | --------------- | ------------- | -------------------- |
| 1             | Myriam Kloster  | 124           | Le Cannet            |
| 2             | Angelina Bland  | 87            | Nantes               |
| 3             | Maud Catry      | 73            | Saint-Cloud Paris SF |
| 4             | Sara Hutinski   | 63            | Venelles             |
| 5             | Ol'ha Trač      | 58            | ASPTT Mulhouse       |
| 6             | Kathleen Slay   | 57            | Vannes               |
| 7             | Rebecca Pavan   | 56            | Béziers              |
| 8             | Ariel Turner    | 55            | Nantes               |
| 9             | Pavla Duspivová | 54            | Terville Florange    |
| 10            | Grace Carter    | 53            | Saint-Cloud Paris SF |

| Battute vincenti | Battute vincenti | Battute vincenti | Battute vincenti     |
| Pos.             | Nome             | Punti            | Squadra              |
| ---------------- | ---------------- | ---------------- | -------------------- |
| 1                | Nina Coolman     | 59               | Saint-Cloud Paris SF |
| 2                | Stephanie Niemer | 42               | Béziers              |
| 3                | Rebecca Pavan    | 41               | ASPTT Mulhouse       |
| 4                | Bianca Rowland   | 38               | Vannes               |
| 5                | Sara Hutinski    | 37               | Venelles             |
| 6                | Bernarda Brčić   | 35               | Le Cannet            |
| 7                | Karmen Kočar     | 34               | Saint-Cloud Paris SF |
| 7                | Élisabeth Fedele | 34               | Le Cannet            |
| 9                | Myriam Kloster   | 33               | Le Cannet            |
| 10               | Cassidy Lichtman | 31               | Le Cannet            |

NB: I dati sono riferiti all'intero torneo.